# Walter Aston, 1. Lord Aston of Forfar

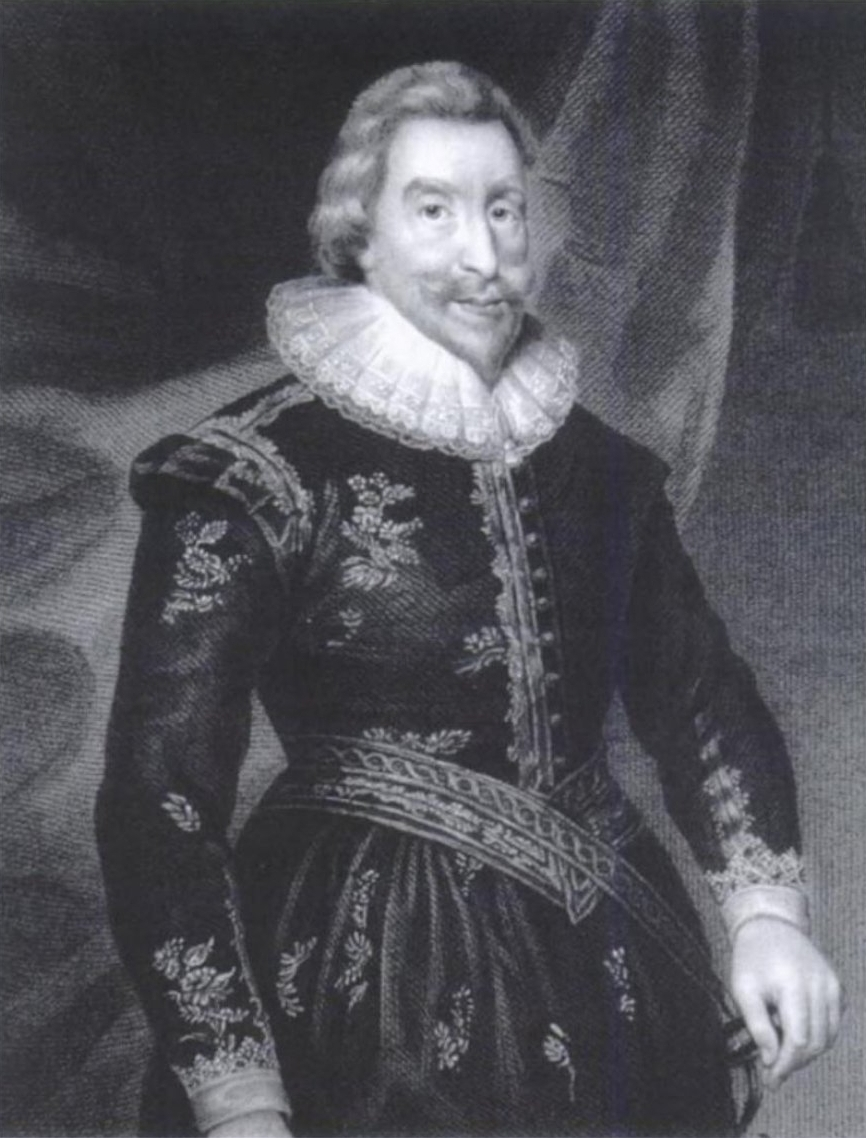
Walter Aston, 1. Lord Aston of Forfar

Walter Aston, 1. Lord Aston of Forfar (vor 9. Juli 1584; † 13. August 1639) war ein englisch-schottischer Adliger und Diplomat.
Er war der älteste überlebende Sohn und Erbe des reichen Grundbesitzers Sir Edward Aston, of Tixall in Staffordshire († 1597), und dessen zweiter Gattin Anne Lucy, Tochter des Sir Thomas Lucy, of Charlecote in Warwickshire. Er wurde am 9. Juli 1584 in Charlecote getauft.
Anlässlich der Krönung König Jakobs I. wurde er 1603 zum Knight of the Bath geschlagen. 
Am 22. Mai 1611 wurde ihm in der Baronetage of England der Titel Baronet, of Tixhall in the County of Stafford, verliehen. Von 1620 bis 1625 war er englischer Botschafter in Spanien, wo er zum katholischen Glauben konvertierte und insbesondere über eine Verlobung des späteren Königs Karl I. mit der spanischen Infantin Maria Anna verhandelte. Unter König Karl I. wurde er Gentleman of the Privy Chamber des Königs und wurde am 28. November 1627 in der Peerage of Scotland zum Lord Aston of Forfar erhoben. Von 1635 bis 1638 war er erneut als englischer Botschafter in Spanien tätig.
1639 starb er und wurde in der St Mary’s Church in Stafford begraben.

## Ehen und Nachkommen
Als er nach dem Tod seines Vaters 1597 wegen Minderjährigkeit noch unter Vormundschaft stand, heiratete er ohne Zustimmung seines Vormunds in Ehe Anne Barnes. Die Ehe wurde daher 1600 annulliert.
Um 1607 heiratete er in zweiter Ehe Gertrude Sadleir († nach 1635) Tochter des Sir Thomas Sadleir, of Standon in Hertfordshire, aus dessen zweiter Ehe mit Gertrude Markham. Mit ihr hatte er zehn Kinder:
- Walter Aston († jung)
- Walter Aston, 2. Lord Aston of Forfar (1609–1678)
- Hon. Herbert Aston, of Colton in Staffordshire (1614–1689), ⚭ Catherine Thimbleby
- Hon. John Aston († nach 1635)
- Thomas Aston († jung)
- Gertrude Aston († jung)
- Honoria Aston (1610–um 1622)
- Hon. Frances Aston (1612–nach 1635), ⚭ II) Sir William Pershall, of Canwell in Staffordshire
- Hon. Gertrude Aston, nach 1655 Nonne in Louvain, Flandern, ⚭ Henry Thimbleby († 1655)
- Hon. Constance Aston († nach 1635), ⚭ 1629 Walter Fowler, of St Thomas’s Priory in Staffordshire